# Ferriol (Lladurs)
Ferriol, anomenada també Ferriols o Farriols és una masia, actualment restaurada, situada al poble de Timoneda pertanyent al municipi de Lladurs, a la comarca catalana del Solsonès.